# Кіт Фелікс (мультсеріал)
Кіт Фелікс (англ. Felix the Cat) — американський короткометражний мультфільм, заснований на однойменному герої мультфільмів та коміксів. Виходив на екрани з 1958 по 1960 роки.
Як і корпорація Van Beuren раніше, Джо Оріоло надав Феліксу більш приручену та пішохідну особистість, орієнтовану більше на дітей, і представив тепер уже відомий предмет Фелікса «Чарівний мішок хитрощів» — ранець, який може прийняти форму та характеристики будь-чого. Фелікс хоче кількох нових головних героїв, таких як заклятий ворог Фелікса, Професор і його товариш-бульдог, який курить сигари, Рок Боттом. Мультфільми поділені на дві частини, причому перша частина закінчується крутим сюжетом, який вирішується після рекламної паузи.
Другий мультсеріал про Фелікса, The Twisted Tales of Felix the Cat, транслювався на CBS у 1995—1997 роках.

## Виробництво
У 1954 році Отто Мессмер пішов із щоденних газет Felix, і його помічник Джо Оріоло (співавтор мультсеріалу «Каспер — дружній привид») зайняв цю посаду, оскільки King Features Syndicate хотів, щоб він перейшов на цю посаду. Оріоло уклав угоду з новим власником Фелікса про початок нової серії мультфільмів про Фелікса для телебачення. Оріоло зіграв Фелікса у 130 історіях із двох частин або загалом у 260 телевізійних мультфільмах, створених Paramount Cartoon Studios і розповсюджених Trans-Lux.
Мультсеріал позбувся попереднього акторського складу другого плану Фелікса та представив багато нових персонажів. Усіх цих героїв виконав актор озвучення Джек Мерсер. Сюжети Оріоло обертаються навколо невдалих спроб антагоністів викрасти Чарівний мішок Фелікса, хоча в незвичайному повороті ці антагоністи іноді також зображуються як друзі Фелікса. Хоча мультфільми мали успіх у рейтингах, критики відкинули їх як блідими порівняно з попередніми роботами Саллівана та Мессмера. Оріоло націлив мультфільми на дітей. Мультсеріал використовував обмежену анімацію (через обмежений бюджет) і спрощений сюжет.
Мультсеріал також допоміг представити персонажа кота Фелікса глядачам у Японії. Дубляж мультсеріалу японською мовою вийшов в ефір на NHK у 1960 році, а через три роки його повторили на Fuji TV. Через чотири десятиліття Фелікс став зіркою власного аніме-серіалу.

## Персонажі
Кіт Фелікс
Головний герой і зірка серіалу. У нього багато пригод зі своїм маленьким чарівним мішечком фокусів, який часто допомагає в небезпечних ситуаціях. Для чарівного мішечка використовувалися два різні візерунки, один — візерунок попередньої версії, який складається з точок і хрестиків. Сумка останньої серії мала візерунок «гусячі лапки», який замінив крапку та хрест. Усі епізоди, що мають візерунок гусячої лапки, відсутні на ринку. Незалежно від ситуації, він майже завжди закінчується сміхом. Кілька епізодів закінчуються тим, що Фелікс програє без сміху чи іншої його характерної репліки, «Правильно!», перш ніж він починає сміятися.
Профессор
Він є заклятим ворогом Фелікса, і, здебільшого, намагається захопити Чарівний мішок хитрощів. У нього дуже кумедна вада мови і він досить ексцентричний. Його зображують як божевільного вченого, дуже розумного, але дуже одержимого. Він випробовує багато хитрощів, як-от використання своїх винаходів і маскування, щоб отримати чарівну сумку Фелікса, але в кінці завжди зазнає невдачі. У деяких епізодах, де бере участь його племінник Пойндекстер, професор стає неохоче союзником Фелікса, особливо коли вони борються з Головним Циліндром. У деяких епізодах, коли професор відмовляється від своїх епізодичних схем, він інтонує зі словами: «Ой, що толку!».
Пойндекстер
Він — молодий племінник професора, найкращий друг і помічник Фелікса. Його зображують як стереотипного вченого; він дуже розумний і завжди носить товсті окуляри, схожі на пляшки з-під «Кока-коли», лабораторний халат і гіпсову дошку. Ґудзик на грудях його лабораторного халата діє як елемент керування будь-яким пристроєм, який вимагає сюжет. Незважаючи на те, що професор є його дядьком, він також є одним із найкращих друзів Фелікса. Кожного разу, коли він розмовляє з Феліксом, він називає його «містером Феліксом». Фелікс іноді називає Пойндекстера «Пуансі».
Рок Боттом
Незграбний помічник професора (бульдог, який ходить і одягається як людина), який намагається допомогти професору вкрасти чарівну сумку Фелікса. Повне ім'я Рока Боттома — Рок Боттом Ейдж. Час від часу він працює з Головним Циліндром. Як і Професор, у деяких епізодах, коли плани Рок Боттома зазнають краху, він інтонує зі словами: «Ой, що толку!».
Головний Циліндр
Злий циліндричний робот, який вперше з'явився в епізоді 1959 року «Головний Циліндр — король Місяця». Він завжди намагається викрасти Пойндекстера, щоб той міг використовувати свій інтелект для створення зброї та обладнання. Виявляється, що колись він був учнем професора в академії, поки вибух не знищив його оригінальне тіло.
Мартін Марсіанин
Добрий марсіанин, який завжди допомагає Феліксу та його друзям, коли вони опиняються в космічній пробці.
Генерал Кланг
Злий генерал у космосі, який також хоче отримати формулу ракети, щоб знищити Землю.
Вавум
Маленький, скромний і доброзичливий інуїт, чия єдина вокалізація — це (буквально) карколомний крик його власного імені «ВАВУМ!» (але хто безсилий, якщо йому рота заклеїли). Вперше він з'явився в «Фелікс і Вавум».

## Музична тема
Мультфільм також запам'ятався своєю характерною тематичною піснею. Її написав Вінстон Шарплз і виконала співачка біг-бенду 1950-х Енн Беннет.
| Текст англійською мовою | Переклад українською мовою |
| --- | --- |
| 1 куплет Felix the Cat, the wonderful, wonderful cat! Whenever he gets in a fix, he reaches into his bag of tricks! Felix the Cat, the wonderful, wonderful cat! You'll laugh so much your sides will ache, your heart will go pitter pat! Watching Felix, the wonderful cat! 2 куплет Felix the Cat, the wonderful, wonderful cat! You'll never know what he'll do next, so don't even try to take a guess! Felix the Cat, the wonderful, wonderful cat! He's so much fun for everyone, no one can question that! Cause he's Felix, the wonderful cat! | 1 куплет Кіт Фелікс, чудовий, чудовий кіт! Щоразу, коли він потрапляє в халепу, він лізе в свій мішок з хитрощами! Кіт Фелікс, чудовий, чудовий кіт! Ти будеш так сміятися, що боки болітимуть, ваше серце заб’ється! Спостерігайте за чудовим котом Феліксом! 2 куплет Кіт Фелікс, чудовий, чудовий кіт! Ти ніколи не дізнаєшся, що він робитиме далі, тож навіть не намагайтеся припустити! Кіт Фелікс, чудовий, чудовий кіт! Він дуже веселий для всіх, ніхто не може це поставити під сумнів! Тому що він Фелікс, чудовий кіт! |

1992 року другу тему написав композитор Марк Мазерсбо та виконав Едвард Джонс.
| Текст англійською мовою | Переклад українською мовою |
| --- | --- |
| Куплет Hey, wake up! We’ve got something for you. He’s crazier than a career in zoo. You never know what he might do. He’s Felix the Cat and he’s here for you. Приспів With Poind... and the Professor, the Master Cylinder too! The madness is mixed with his bag of tricks. You know, he’s gonna, pull us through! So find you place, at the TV screen, for the most wonderful cat, that you’ve ever seen. He’s always up to something new. It’s Felix the Cat and he’s here for you. It’s Felix the Cat and he’s here for you! | Куплет Гей, прокинься! У нас є дещо для вас. Він божевільніший ніж кар'єра в зоопарку. Ти ніколи не дізнаєшся що він може зробити. Він кіт Фелікс і він тут для вас. Приспів Пойнд... і професор, Майстер Циліндр також! Божевілля змішане зі своїм мішком хитрощів. Знаєш, він нас витягне! Тож знайдіть своє місце, на екрані телевізора, для самого чудового кота, якого ви колись бачили. Він завжди задумує щось нове. Це кіт Фелікс і він тут для вас. Це кіт Фелікс і він тут для вас! |

## Список серій

### Хронологія сезонів
| Сезон | Серії | Дата виходу              |
| ----- | ----- | ------------------------ |
| 1     | 31    | 2 жовтня 1958 — 1959     |
| 2     | 95    | 4 січня — 13 травня 1960 |

### Сезон 1 (1958—1959)
| Номер   | Назва                                 | Дата виходу       |
| ------- | ------------------------------------- | ----------------- |
| 1 (1)   | The Magic Bag                         | 2 жовтня 1958     |
| 2 (2)   | Into Outer Space                      | 2 жовтня 1958     |
| 3 (3)   | Abominable Snowman                    | 9 жовтня 1958     |
| 4 (4)   | Felix Out West                        | 3 листопада 1958  |
| 5 (5)   | Felix the Cat Suit                    | 10 листопада 1958 |
| 6 (6)   | Electronic Brainwasher                | 17 листопада 1958 |
| 7 (7)   | Do-It-Yourself Monster Book           | 20 листопада 1958 |
| 8 (8)   | Blubberino the Whale                  | 27 листопада 1958 |
| 9 (9)   | Ghostly Concert                       | 1 грудня 1958     |
| 10 (10) | Captain No-Kiddin                     | грудень 1958      |
| 11 (11) | Felix in Egypt                        | грудень 1958      |
| 12 (12) | Detective Thinking Hat                | грудень 1958      |
| 13 (13) | Balloon Blower Machine                | грудень 1958      |
| 14 (14) | Friday the 13th                       | 26 грудня 1958    |
| 15 (15) | Stone Making Machine                  | січень 1959       |
| 16 (16) | Penelope the Elephant                 | січень 1959       |
| 17 (17) | The Money Tree                        | січень 1959       |
| 18 (18) | Oil and Indians Don't Mix             | лютий 1959        |
| 19 (19) | The Glittering Jewels                 | лютий 1959        |
| 20 (20) | The Gold Car and County Fair          | 1959              |
| 21 (21) | Sheriff Felix vs. the Gas Cloud       | 1959              |
| 22 (22) | Felix's Gold Mine                     | 1959              |
| 23 (23) | How to Steal a Gold Mine              | 1959              |
| 24 (24) | Private Eye Felix and Pierre Mustache | 1959              |
| 25 (25) | The Gold Fruit Tree                   | 1959              |
| 26 (26) | The Flying Saucer                     | 1959              |
| 27 (27) | Felix Baby-Sits                       | 1959              |
| 28 (28) | Instant Money                         | 1959              |
| 29 (29) | Master Cylinder — King of the Moon    | 1959              |
| 30 (30) | The Invisible Professor               | 1959              |
| 31 (31) | Venus and the Master Cylinder         | 1959              |

### Сезон 2 (1960)
| Номер    | Назва                                     | Дата виходу     |
| -------- | ----------------------------------------- | --------------- |
| 32 (1)   | The Termites of 1960                      | 4 січня 1960    |
| 33 (2)   | Moo Moo Island Oysters                    | 5 січня 1960    |
| 34 (3)   | The Mouse and Felix                       | 6 січня 1960    |
| 35 (4)   | King Neptune's S.O.S.                     | 7 січня 1960    |
| 36 (5)   | Relax-a-Lawn Chair                        | 8 січня 1960    |
| 37 (6)   | The African Diamond Affair                | 11 січня 1960   |
| 38 (7)   | Felix's Prize Garden                      | 12 січня 1960   |
| 39 (8)   | Finally, the Magic Bag Is Mine!           | 13 січня 1960   |
| 40 (9)   | Felix and the Rhinoceros                  | 14 січня 1960   |
| 41 (10)  | Felix-Finder and the Ghost Town           | 15 січня 1960   |
| 42 (11)  | Snoopascope, a Magic Bag of Tricks        | 18 січня 1960   |
| 43 (12)  | Stone Age Felix                           | 19 січня 1960   |
| 44 (13)  | The Gold Silkworms                        | 20 січня 1960   |
| 45 (14)  | Felix and Vavoom                          | 21 січня 1960   |
| 46 (15)  | The Jubilee Dime                          | 22 січня 1960   |
| 47 (16)  | Movie Star Felix                          | 25 січня 1960   |
| 48 (17)  | Youth Water                               | 26 січня 1960   |
| 49 (18)  | Game Warden Felix                         | 25 січня 1960   |
| 50 (19)  | Master Cylinder Captures Poindexter       | 26 січня 1960   |
| 51 (20)  | Atomic Drive Explosion of Master Cylinder | 27 січня 1960   |
| 52 (21)  | Supertoy                                  | 28 січня 1960   |
| 53 (22)  | The Jewel Bird                            | 29 січня 1960   |
| 54 (23)  | The Atomic Rocket Fuel                    | 3 лютого 1960   |
| 55 (24)  | The Hairy Berry Bush                      | 4 лютого 1960   |
| 56 (25)  | General Clang and the Secret Rocket Fuel  | 5 лютого 1960   |
| 57 (26)  | The Rajah's Elephants                     | 8 лютого 1960   |
| 58 (27)  | The Exchanging Machine                    | 9 лютого 1960   |
| 59 (28)  | The Leprechaun                            | 10 лютого 1960  |
| 60 (29)  | The Master Cylinder's Spacegram           | 11 лютого 1960  |
| 61 (30)  | The Leprechaun's Gold                     | 12 лютого 1960  |
| 62 (31)  | Felix and the Mid-Evil Ages               | 15 лютого 1960  |
| 63 (32)  | The Capturing of the Leprechaun King      | 16 лютого 1960  |
| 64 (33)  | Martin the Martian Meets Felix the Cat    | 17 лютого 1960  |
| 65 (34)  | The Professor's Committed No Crime!       | 18 лютого 1960  |
| 66 (35)  | The Martian Rescue                        | 19 лютого 1960  |
| 67 (36)  | The Portable Closet                       | 22 лютого 1960  |
| 68 (37)  | Redbeard the Pirate                       | 23 лютого 1960  |
| 69 (38)  | A Museum, The Professor, and Rock Bottom  | 24 лютого 1960  |
| 70 (39)  | The Professor's Instant Changer           | 25 лютого 1960  |
| 71 (40)  | The Vacation Mirage                       | 26 лютого 1960  |
| 72 (41)  | Cat-Napped                                | 1 березня 1960  |
| 73 (42)  | The Sea Monster and Felix                 | 2 березня 1960  |
| 74 (43)  | The Diamond Tree                          | 3 березня 1960  |
| 75 (44)  | King of the Leprechauns                   | 4 березня 1960  |
| 76 (45)  | The Magic Apples                          | 5 березня 1960  |
| 77 (46)  | Oysters and Starfishes                    | 7 березня 1960  |
| 78 (47)  | The Haunted House                         | 8 березня 1960  |
| 79 (48)  | Gold Digger Vavoom                        | 9 березня 1960  |
| 80 (49)  | The Wizard and Sir Rock                   | 10 березня 1960 |
| 81 (50)  | The Coal Diamonds                         | 11 березня 1960 |
| 82 (51)  | Out West with Big Brownie                 | 14 березня 1960 |
| 83 (52)  | Love-Sick Squirt Gun                      | 15 березня 1960 |
| 84 (53)  | Mechanical Felix                          | 16 березня 1960 |
| 85 (54)  | The Ski Jump                              | 17 березня 1960 |
| 86 (55)  | Felix and the Beanstalk                   | 18 березня 1960 |
| 87 (56)  | The Milky Way                             | 21 березня 1960 |
| 88 (57)  | The Super Rocket Formula                  | 22 березня 1960 |
| 89 (58)  | The Weather Maker                         | 23 березня 1960 |
| 90 (59)  | The Giant Magnet                          | 24 березня 1960 |
| 91 (60)  | The Instant Truck Melter                  | 25 березня 1960 |
| 92 (61)  | The Pep Pill                              | 28 березня 1960 |
| 93 (62)  | Leprechaun Gold from Rainbows             | 29 березня 1960 |
| 94 (63)  | The Magnetic Ray                          | 30 березня 1960 |
| 95 (64)  | The Instant Grower                        | 1 квітня 1960   |
| 96 (65)  | The Professor's Ancestor? The Wizard      | 4 квітня 1960   |
| 97 (66)  | Luring the Magic Bag of Tricks            | 5 квітня 1960   |
| 98 (67)  | The Uranium Discovery                     | 6 квітня 1960   |
| 99 (68)  | Chief Standing Bull                       | 6 квітня 1960   |
| 100 (69) | The Strongest Robot in the World          | 7 квітня 1960   |
| 101 (70) | Stairway to the Stars                     | 8 квітня 1960   |
| 102 (71) | Cleaning House                            | 11 квітня 1960  |
| 103 (72) | Vavoom Learns How to Fish                 | 12 квітня 1960  |
| 104 (73) | The Golden Nugget                         | 13 квітня 1960  |
| 105 (74) | The Genie                                 | 14 квітня 1960  |
| 106 (75) | Felix and Poindexter Out West             | 15 квітня 1960  |
| 107 (76) | The Bad Genie                             | 18 квітня 1960  |
| 108 (77) | The Rajah's Zoo                           | 19 квітня 1960  |
| 109 (78) | The Loan Business                         | 20 квітня 1960  |
| 110 (79) | A Treasure Chest                          | 21 квітня 1960  |
| 111 (80) | The Essence of Money                      | 22 квітня 1960  |
| 112 (81) | Mercury's Winged Sandals                  | 25 квітня 1960  |
| 113 (82) | The $10,000 Vacation                      | 26 квітня 1960  |
| 114 (83) | Brother Pebble Bottom                     | 27 квітня 1960  |
| 115 (84) | The North Pole and a Walrus Hunt          | 28 квітня 1960  |
| 116 (85) | Cleopatra's Beauty Secrets                | 29 квітня 1960  |
| 117 (86) | The Trip Back from the North Pole         | 2 травня 1960   |
| 118 (87) | The Golden Whale Baby-Sitter              | 3 травня 1960   |
| 119 (88) | North Pole Jail Hole                      | 4 травня 1960   |
| 120 (89) | Felix the Handyman                        | 5 травня 1960   |
| 121 (90) | Public Enemies Number One and Two         | 6 травня 1960   |
| 122 (91) | Horse Thieves                             | 9 травня 1960   |
| 123 (92) | Adventures of Felix                       | 10 травня 1960  |
| 124 (93) | Felix the Cat Bottles the Genie           | 11 травня 1960  |
| 125 (94) | Felix the Cat Finds the Golden Bug        | 12 травня 1960  |
| 126 (95) | Felix the Cat Finds a Genie               | 13 травня 1960  |

## Ролі озвучили
- Джек Мерсер — Кіт Фелікс; Професор; Рок Боттом; Пойндекстер; Майстер Циліндр

### Російський дубляж
- Борис Кумарітов
- Андрій Ярославцев
- Олександр Воєводін
- Володимир Ферапонтов

Мультфільм дубльований студією програм ТРК «Останкіно» 1994 року.

## Українське багатоголосе закадрове озвучення
Українською мовою озвучено компанією кіт на замовлення телеканалу Qtv у 2015-2016 роках
Ролі озвучували: Павло Скороходько, Андрій Альохін та Наталя Романько-Кисельова

## Трансляція
Покази у Росії
1994 року мультфільм транслювався на «1-му каналі Останкіно» разом з мультсеріалом «Справжні мисливці за привидами».
Покази в Україні
3 2002 по 2004 рік мультфільм транслювався на «Новому каналі». З 2009 по 2010 рік транслювався на каналі «ТЕТ». З 2015 по 2017 рік транслювався на каналі «QTV».
Покази у Польщі
У червні 2014 року мультфільм транслювався на каналі «ATM Rozrywka».
Покази у Франції
З 1980 по 1981 роки мультфільм транслювався на каналі «Antenne 2».
Покази у Японії
З 4 липня 1960 по 24 січня 1961 рік мультфільм транслювався на каналі «NHK General». 1963 року повторно транслювався на каналі «Fuji Television» під назвою «Tobidase Felix». З 2000 по 2001 рік транслювався на каналі «Cartoon Network». З 2010 по 2014 рік повторно транслювався на каналі «Family Theatre».

## Випуск на відео
Media Home Entertainment випустила вісім епізодів на VHS. У 2001 році Golden Books Family Entertainment і Sony Wonder випустили DVD «Колекційне видання», що містить десять епізодів першого сезону. Згодом цей DVD було перевидано Classic Media та Genius Products у 2006 році та DreamWorks Animation у 2014 році під назвою «Mischief and Mayhem». У жовтні 2007 року Classic Media та Genius Products випустили весь перший сезон на DVD під назвою «Felix the Cat: Golden Anniversary Edition».